# Brasão de Mato Grosso do Sul
O Brasão de Mato Grosso do Sul é o emblema heráldico e um dos símbolos oficias do estado brasileiro de Mato Grosso do Sul. Desenhado por José Luiz de Moura Pereira, o brasão foi instituído pelo decreto estadual nº 2, de 1º de Janeiro de 1979.

## Descrição heráldica e simbologia
O brasão de armas do estado de "Mato Grosso do Sul" é representado por um escudo peninsular com o interior dividido em duas parte horizontais. A parte superior (chefe do brasão) em blau (azul) com uma estrela em ouro no meio, que é a estrela constante na bandeira do estado, e que simboliza um Estado nascente, cujo futuro se ergue promissor e fecundo. A parte inferior (campo) em sinople (verde), figura uma onça-pintada passante, um dos animais-símbolo do pantanal sul-mato-grossense. 
As estrelas em volta do escudo representam os municípios do estado. Ladeando o escudo há um ramo de café, à esquerda, e um ramo de erva-mate (Ilex matogrossense, conhecida também como Ilex paraguariensis), à direita, representando as duas culturas que tiveram importância histórica na região. Partindo de trás do escudo e na metade horizontal, estão 9 raios solares; 8 inteiros e um cortado ao meio descendo no horizonte. Repare que os raios solares se iniciam na mesma linha de divisão do interior do escudo.
Uma fita na parte inferior consta a data de criação do Estado (11 de outubro de 1977) e o nome do estado.

### Cores
As cores adotadas estão assim classificadas bem como sua simbologia heráldica e seu significado. METAIS: ouro (amarela) além de simbolizar justiça, fé e constância lembra as. riquezas minerais do seu solo, de vital importância para o desenvolvimento econômico do novo Estado; prata (branco) traduz bondade, pureza e vitória, qualidades inerentes daqueles que têm sentimentos nobres." ESMALTES: "sinople" (verde) pode significar renovação; esperança de um grande destino que se descortina para o novo Estado; como também ò verdor de suas matas e pastagens. O "blau" (azul) nao somente expressa a cor do céu que cobre o novo Estado, como traduz sabedoria, fidelidade e clarividência, fatores ponderáveis no processo de desenvolvimento de um povo; o "sable" (negro) e os "goles" (vermelho) embora sejam aplicações e complementos da figura da "onça pintada" têm seu significado heráldico: o primeiro — solidez, firmeza e segurança; o segundo, grandeza, audácia, bravura.

O manual de identidade visual da marca do governo do Mato Grosso do Sul especifica as seguintes cores para feitura do brasão:
|  | Cor     | sRGB (hexadecimal)   | CMYK        |
|  | ------- | -------------------- | ----------- |
|  | blau    | 37/74/165 (254aa5)   | 100/80/0/0  |
|  | ouro    | 255/242/0 (fff200)   | 0/0/100/0   |
|  | sinople | 0/166/80 (00a650)    | 100/0/100/0 |
|  | goles   | 237/28/36 (ed1c24)   | 0/100/100/0 |
|  | sable   | 35/31/32 (231f20)    | 0/0/0/100   |
|  | prata   | 255/255/255 (ffffff) | 0/0/0/0     |

## Construção
O artigo primeiro do decreto estadual  nº 2/1979 assim descreve a modulação do brasão:

"O escudo tem as proporções de 07 m (sete módulos) por 08 m (oito módulos) com uma bordadura com a largura de 01 m (hum módulo) formando um escudo menor de 05 m (cinco módulos). Este está dividido em três partes na sua altura, de modo a resultar o primeiro terço, em chefe com 02 m (dois módulos) de altura e os dois terços restantes compreendidos pela faixa e pela campanha com 04 m (quatro módulos). A figura estilizada da '-'onça pintada”, colocada no meio desses dois terços tem 04 m (quatro módulos) de comprimento por 02 m.(dois módulos), de altura. O chefe, em "blau" com a estrela dourada no centro 01 m (hum módulo). As estrelas serão traçadas dentro de círculos iguais com diâmetro de 0,4 m (quatro décimos de módulo); as borduras de campo, interna e externa da bordadura, terão 0,2 m (dois décimos de módulo). A fita onde serão colocadas a data e o nome do Estado terá 0,75 m (três quartos de módulo) de largura, com algarismos e letras com 0,5 m (meio modulo) de altura. O resplendor terá um raio de 6,25 m (seis módulos e um quarto) partindo do centro da linha divisória dos terços superior e médio. As aplicações sugerindo "pintas", terão 0,05 m (cinco centésimos de modulo) por 0,15 m (quinze centésimos de módulo) colocadas aos pares, alternadas. Os espaçamentos serão sucessões de 0,05 m (cinco centésimos de modulo) e 0,35 m (trinta e cinco centésimos de módulo) no sentido do comprimento e de 0,35 m (trinta e cinco centésimos de módulo) no sentido da altura."